# Goszczyn (gromada)
Goszczyn – dawna gromada, czyli najmniejsza jednostka podziału terytorialnego Polskiej Rzeczypospolitej Ludowej w latach 1954–1972.
Gromady, z gromadzkimi radami narodowymi (GRN) jako organami władzy najniższego stopnia na wsi, funkcjonowały od reformy reorganizującej administrację wiejską przeprowadzonej jesienią 1954 do momentu ich zniesienia z dniem 1 stycznia 1973, tym samym wypierając organizację gminną w latach 1954–1972.
Gromadę Goszczyn z siedzibą GRN w Goszczynie utworzono – jako jedną z 8759 gromad – w powiecie grójeckim w woj. warszawskim, na mocy uchwały nr VI/10/5/54 WRN w Warszawie z dnia 5 października 1954. W skład jednostki weszły obszary dotychczasowych gromad Bądków, Bądków kolonia, Goszczyn i Strupiechów ze zniesionej gminy Rykały w tymże powiecie. Dla gromady ustalono 17 członków gromadzkiej rady narodowej.
29 lutego 1956 z gromady Goszczyn wyłączono wieś Strupiechów włączając ją do gromady Przybyszew w tymże powiecie (tzn. "w tymże powiecie" w chwili wydania uchwały, ponieważ gromada Przybyszew weszła w skład nowo utworzonego powiatu białobrzeskiego w woj. kieleckim z dniem 1 stycznia 1956) (wykreślone zmiany retroaktywnie uchylone uchwałami z 25 lutego 1960).
31 grudnia 1959 1 stycznia 1960 do gromady Goszczyn przyłączono obszar zniesionej gromady Długowola oraz wsie Modrzewina i Sielec ze znoszonej gromady Dylew w tymże powiecie.
Gromada przetrwała do końca 1972 roku, czyli do kolejnej reformy gminnej. 1 stycznia 1973 w powiecie grójeckim utworzono gminę Goszczyn.